# Gazakriget 2014
Gazakriget 2014 var en väpnad konflikt mellan de palestinska terror-rörelserna, däribland Hamas, och Israel.

## Strider
Striderna inleddes i samband med kidnappningen och mordet på tre israeliska bosättarungdomar i slutet av juni 2014. Israel svarade med en storskalig operation på Västbanken, varvid man fängslade mer än 500 och dödade minst 10 palestinier. Hamas i Gaza ökade raketbeskjutningen in i Israel och därmed inledde Israel en luftoffensiv den 8 juli 2014  mot Gazaremsan med målet att få ett slut på raketangreppen. Första dagen av Israels offensiv attackerades över 200 mål på Gazaremsan, men flygangreppen stoppade inte Hamas raketbeskjutning. Hamas fortsatte sin raketbeskjutning mot Israel och avfyrade samma dag 150 raketer. Under konflikten avfyrades 4 594 raketprojektiler av olika slag mot israeliska områden. Av dessa bedömdes 735 ha potential att träffa tättbebyggda områden och angreps av luftförsvarssystemet Iron Dome, varav alla utom 70 stoppades av luftförsvarssystemet, en verkningsgrad på 90%. Egypten försökte mäkla fred 14 juli baserat på ett avtal från 2012, ett medlingsförsök som Israel accepterade men Hamas fortsatte raketavfyrningarna. 17 juli lyckades enheter från Hamas infiltrera Israel via en underjordisk tunnel under Israels gräns mot Gaza, vilket gjorde tunnlarna till ett prioriterat militärt mål för Israel.  En markinvasion i Gaza för att förstöra Hamas underjordiska tunnlar inleddes, då Israel avancerade tre kilometer in i Gaza med fem brigader. Israels brigader förstörde 13 tunnlar och 60 andra underjordiska stridsutrymmen. Israel drog tillbaka sina trupper 5 augusti efter att ha förstört tunnlarna.
Efter att flera förhandlingar om eldupphör misslyckats gjorde Israel riktade angrepp mot fyra ledare i Hamas väpnade gren, Hamas finanschef och förstörde flera av de största byggnaderna på Gazaremsan.
Israel och palestinierna enades 26 augusti 2014 om en permanent vapenvila i Gaza.

## Döda och skadade
Dödsfallen och antalet skadade bland palestinierna steg snabbt, medan motsvarande siffror bland israelerna ökade på en betydligt lägre nivå. Enligt FN dödades mellan 7 juli och 26 augusti minst 2 131 palestinier. Minst 1 473 av de döda var civila, därav 501 barn och 257 kvinnor. Enligt det palestinska hälsoministeriet skadades mer än 11 100 palestinier, inklusive 3 374 barn och 2 088 kvinnor. Detta trots att Israel varnade civila innan attacker mot tätbefolkade områden utfördes. Flera gånger uppmanade Hamas däremot civilbefolkningen att stanna kvar i sina hem, något som starkt kritiserats av IDF. FN uppskattade att 1 000 av de skadade barnen kommer att drabbas av en livslång invaliditet. FN beräknade att minst 373 000 barn behöver specialiserat psykosocialt stöd. Enligt FN tvingades 425 000 palestinier lämna sina hem på grund av kriget.
Under samma period dödades 71 personer på den israeliska sidan, därav 66 soldater, 4 civila[källa behövs] och en utländsk arbetare från Thailand.

## Förstörelse i Gaza
Flera sjukhus i Gaza förstördes av israelisk artilleri, vilket ledde till en mycket stor brist på sjukvård. Vid flera tillfällen bombades FN-skolor, där civilpersoner sökt skydd, varvid många människor dödades. Dock anklagades Hamas för att ha använt mänskliga sköldar, genom att placera raketramper eller ammunition vid eller inuti FN-skolor och sjukhus. Minst tre gånger hittades ammunition i sådana anläggningar.

### Infrastruktur
Enligt FN blev 18 000 bostäder helt förstörda eller allvarligt skadade av israeliska attacker, vilket gjorde omkring 108 000 palestinier hemlösa. Omfattande skador åstadkoms på Gazas redan dåliga elnät. Gazas enda kraftverk bombades och gjordes obrukbart den 29 juli. Gazas största reningsverk sattes ur drift och andra attacker orsakade omfattande skador på Gazas vatten och avlopp, vilket orsakade hälsoproblem. Enligt FN förstördes 22 skolor och 118 skadades.

## Eldupphör-initiativ
Den sjätte dagen av konflikten presenterade det militärstyrda Egypten en plan för eldupphör till Israel. Israel accepterade denna plan först på kvällen dagen efter då det uppdagades att Hamas utvecklat och flugit in tre olika typer av förarlösa drönare i Israel. De palestinska motståndsrörelserna, däribland Hamas, uppgav att ingen samtalat med dem och tillbakavisade planen. Däremot presenterades ett motförslag med fyra krav för att infria ett eldupphör:
1. Upphävande av Gaza-blockaden.
2. Frigivning av alla åter-arresterade fångar som frigetts enligt ett tidigare avtal.
3. Öppnandet av den Gaza-israeliska gränsen för befolkningen och flödet av varor.
4. Internationellt övertagande av kontrollen över Gazas hamn.

På den åttonde dagen av konflikten utlyste Israel, efter påtryckningar från FN, ett fem timmar långt humanitärt eldupphör som startade klockan 10 (lokal tid) och upphörde klockan 15 den 16 juli, för att se till att hjälp kunde nå Gazaborna. Eldupphör infriades från båda sidor.
På den nionde dagen av konflikten sade sig Hamas vilja gå med på ett tioårigt eldupphöravtal mot tio krav:
1. Tillbakadragandet av alla stridsvagnar från Gazas gränser till föregående positioner.
2. Frigivandet av alla fångar som togs in från och med den 23 juni, i samband med massarresteringarna som skedde efter mordet av de tre bosättarungdomarna, samt förbättrade villkor för fängslade palestinier, särskilt de från Gaza, Jerusalem och Israel.
3. Totalt stopp av Gaza-blockaden, öppnandet av den Gaza-israeliska gränsen för varor, människor samt industriell material för byggnation av bland annat kraftverk för att få en självständig elförsörjning i Gaza.
4. Konstruktion av en hamn och en internationell flygplats kontrollerad av FN och neutrala länder.
5. Utvidgning av fiskeområdet till 10 km från Gazas kust samt möjlighet för fiskare att bruka större fiske- och lastfartyg.
6. Omvandlingen av Rafah-gränsen till en internationell gräns kontrollerad av FN samt arabiska och icke-fientliga länder.
7. Undertecknandet av ett tioårigt bilateralt avtal om eldupphör och utplacering av internationella observatörer vid gränserna.
8. Ett åtagande från ockupationsmakten att inte kränka palestinskt luftrum och en lättnad av villkoren för tillbedjan i Al-Aqsa moskén.
9. Att ockupationsmakten inte ska blanda sig in den palestinska regeringens angelägenheter och inte hindra en nationell försoning.
10. Återställandet, beskyddandet och utvecklandet av den industri som en gång funnits vid gränserna.